# スダジイ
スダジイ（すだ椎、学名: Castanopsis sieboldii subsp. sieboldii）とは、ブナ科シイ属の常緑広葉樹である（シノニム：C. cuspidata f. lanceolata、C. cuspidata subsp. sieboldii、C. cuspidata var. sieboldii）。別名はイタジイやナガジイ。普通、シイという場合には本種を指す。暖地の海岸近くの山野に生えるが、庭や公園、街路樹にも植えられる。果実は俗に「シイの実」と呼ばれ食べられる。

## 特徴
暖地性照葉樹林を代表する樹種のひとつ。中陽樹〜陰樹であるため、適地では優占種として極相林の林冠部を形成する。また材が硬く、耐潮性が強く、丈夫であるため巨木になりやすい。日本では幹周が10メートルに達するにまで成長したものも確認されている。
別名で、シイ、シイノキ、イタジイ、ナガジイ、ホソバスダジイとよばれる。

## 形態
常緑広葉樹の高木で、樹高20 - 30メートル (m) 、直径1 - 1.5 mに達する。成長すると樹冠がドーム状に丸くなり、スダジイ林を上からみると、まるでブロッコリーが集まっているように見える。幹は黒褐色で直立し、若木の樹皮は滑らかであるが、成長すると樹皮に縦の切れ目が入ることが特徴で、次第に深く割れる。若い枝は灰褐色をしている。
葉は互生し、長さは5 - 15センチメートル (cm) 程度の広楕円形で、先端は細く尖る。葉質は革質で厚く、クチクラ層が発達する。葉縁の上半分に鋭い鋸歯があるが、個体によっては鋸歯が鈍く目立たない場合や、鋸歯が認められない場合もある。葉色は表側が濃緑色で、裏側が白色から淡茶褐色を呈する。
開花期は初夏（5中旬 - 6月ごろ）。雌雄同株。葉腋から穂状花序で雄花がよく目立ち、淡黄色の小型の花を密につける。雄花序は長さ6 - 12 cm、雌花序はほぼ同じ長さで本年枝のわきに上向きに出る。虫媒花で甘い香りを放つ。
果期は、花が咲いた翌年の秋（10 - 11月ごろ）。果実は長さ15 - 18ミリメートル (mm) 程度の卵状長楕円形の堅果（いわゆるドングリ）で、翌年秋に成熟する。堅果ははじめ全体が殻斗に包まれているが、熟すと殻斗の先端は3裂し、中にある堅果を覗かせる。
冬芽は長楕円形で葉の付け根につき、多数の芽鱗に覆われている。冬芽のわきにつく葉痕は半円形で、維管束痕が3個ある。

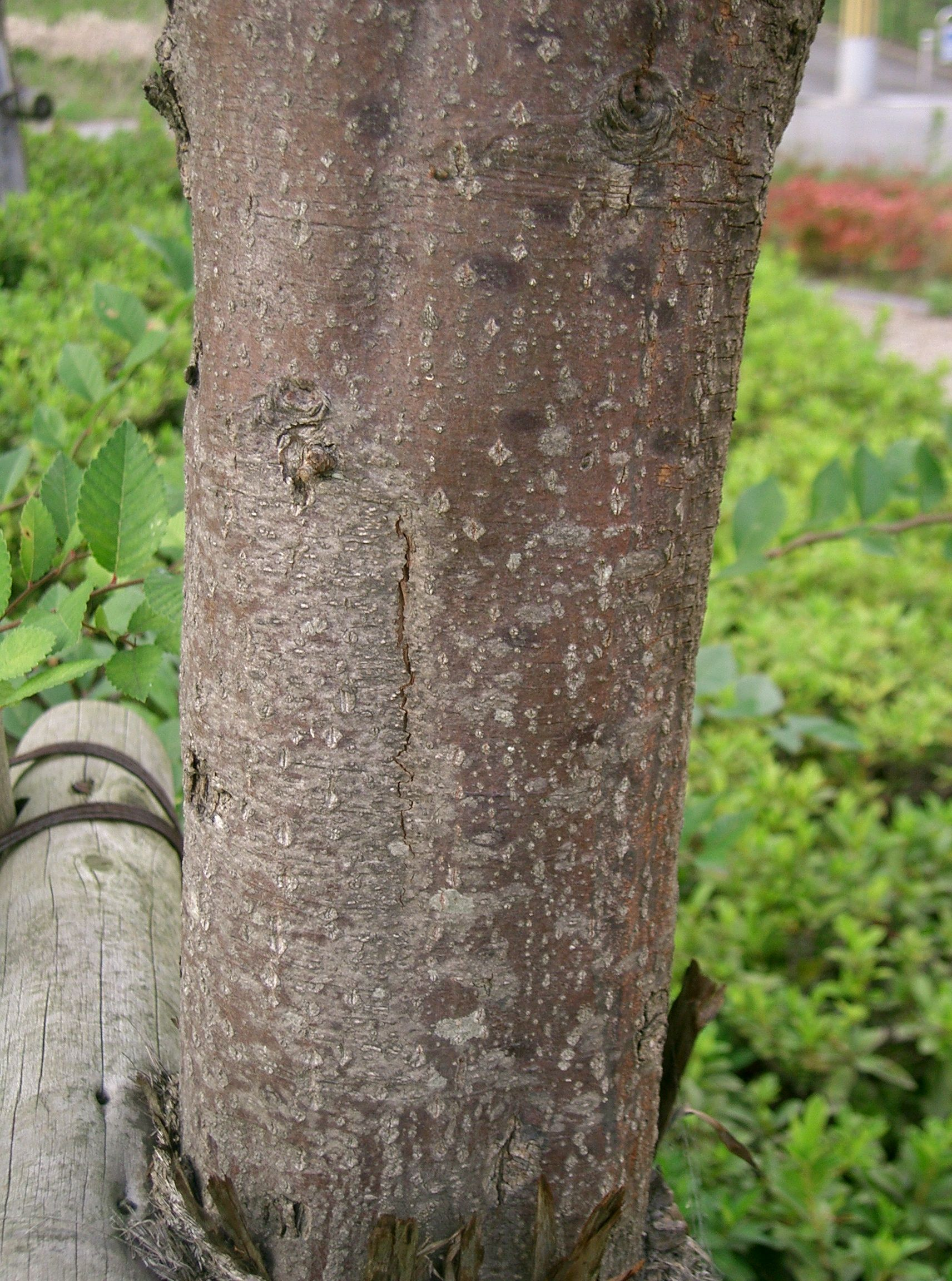
樹皮（若いため切れ目が目立たない）
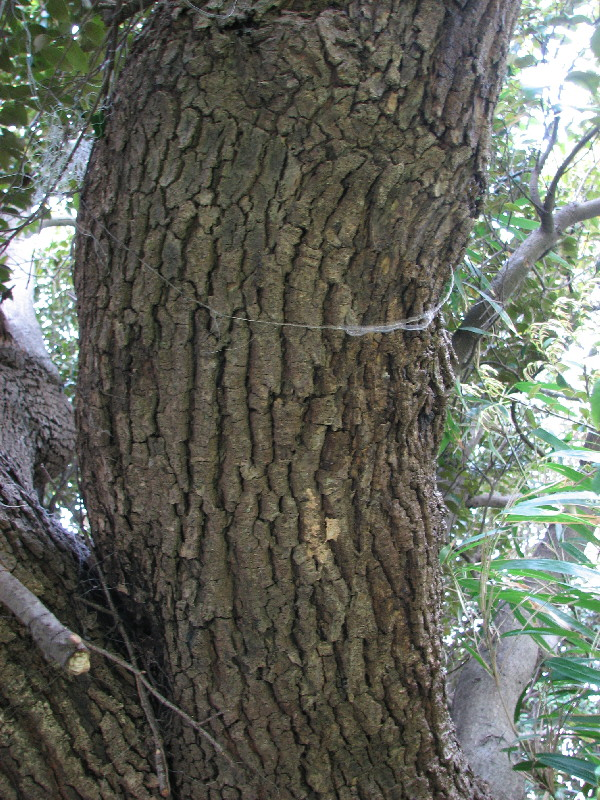
成木の樹皮（細かい切れ目が入る）
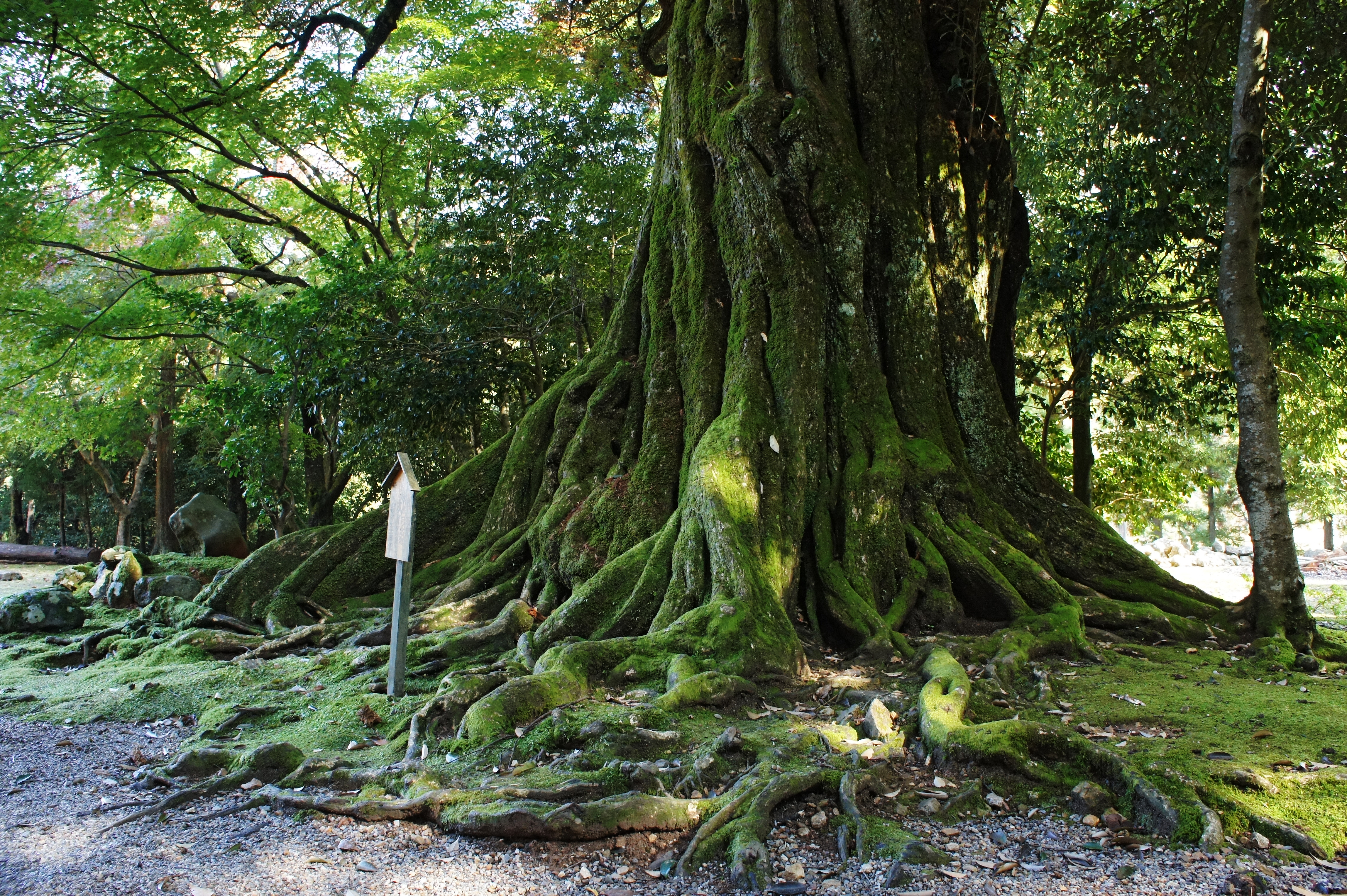
老木の幹
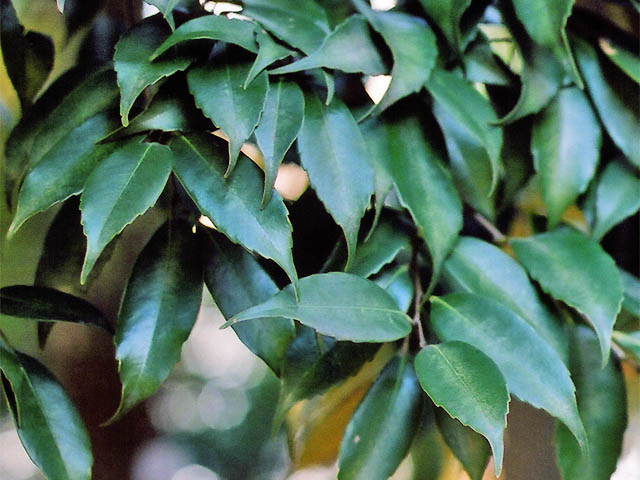
葉の形態（鋭い鋸歯と先端に注目）
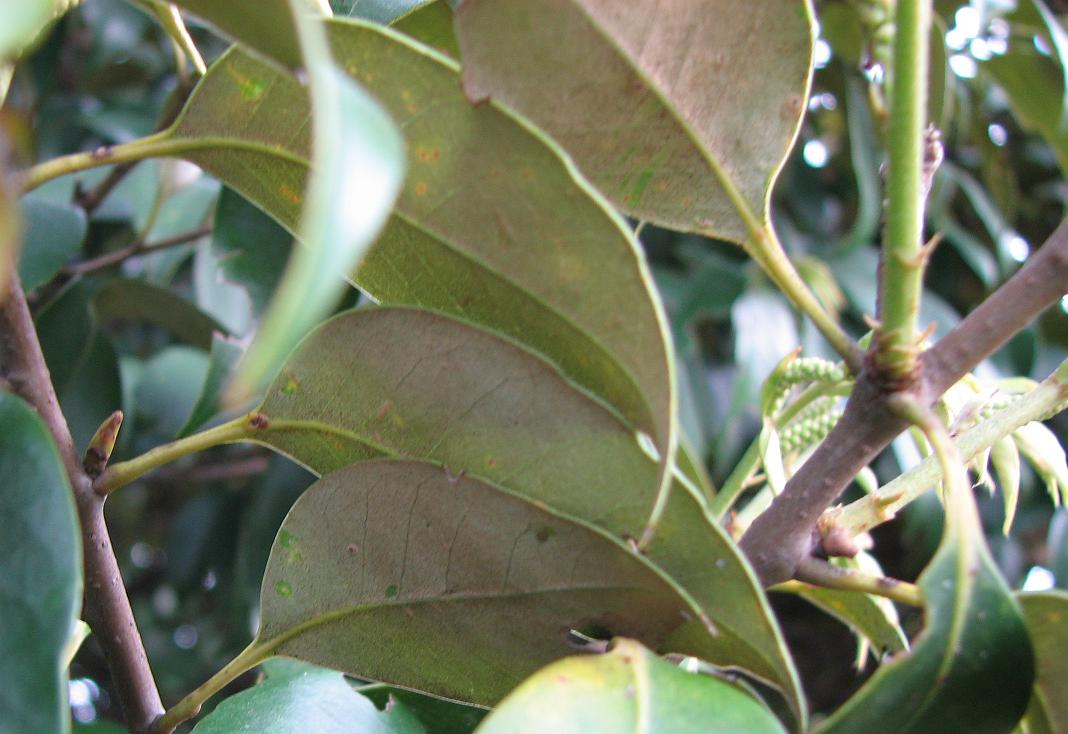
葉の裏側（鋸歯は目立たない。金属様の色合い）
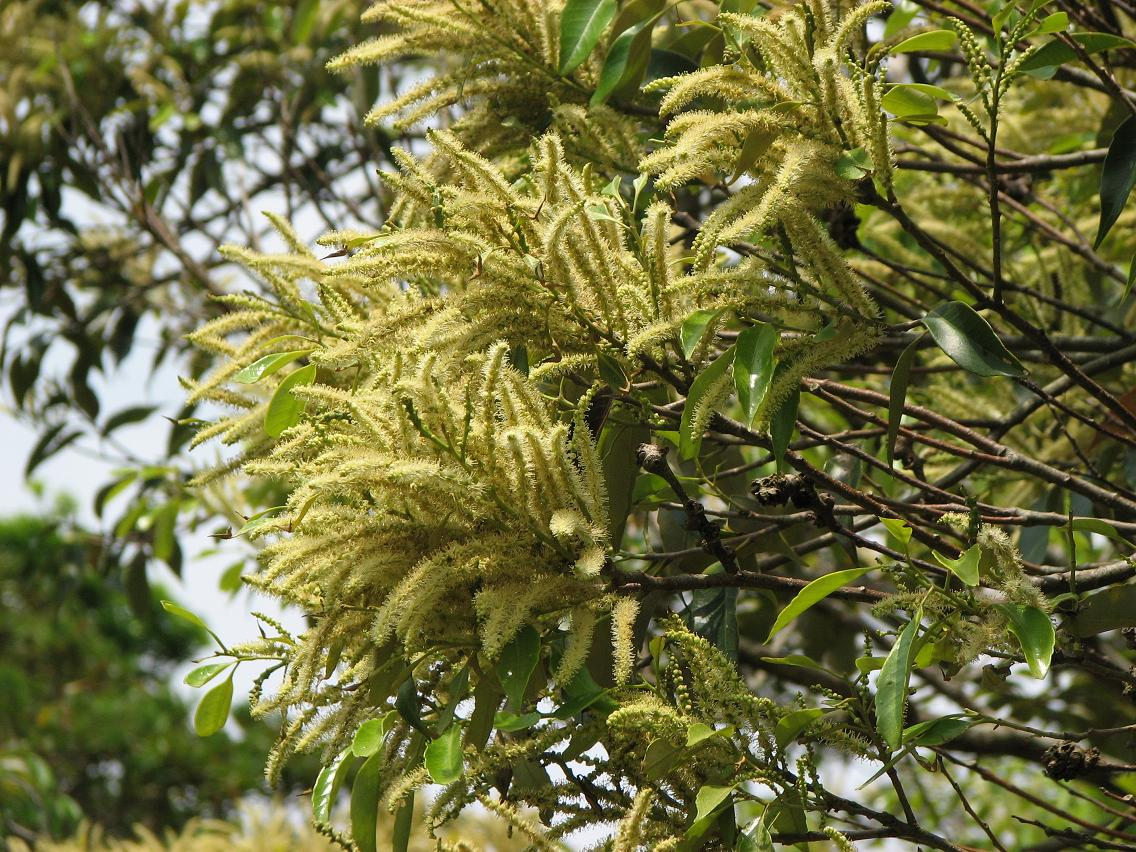
穂状花序と開花した花
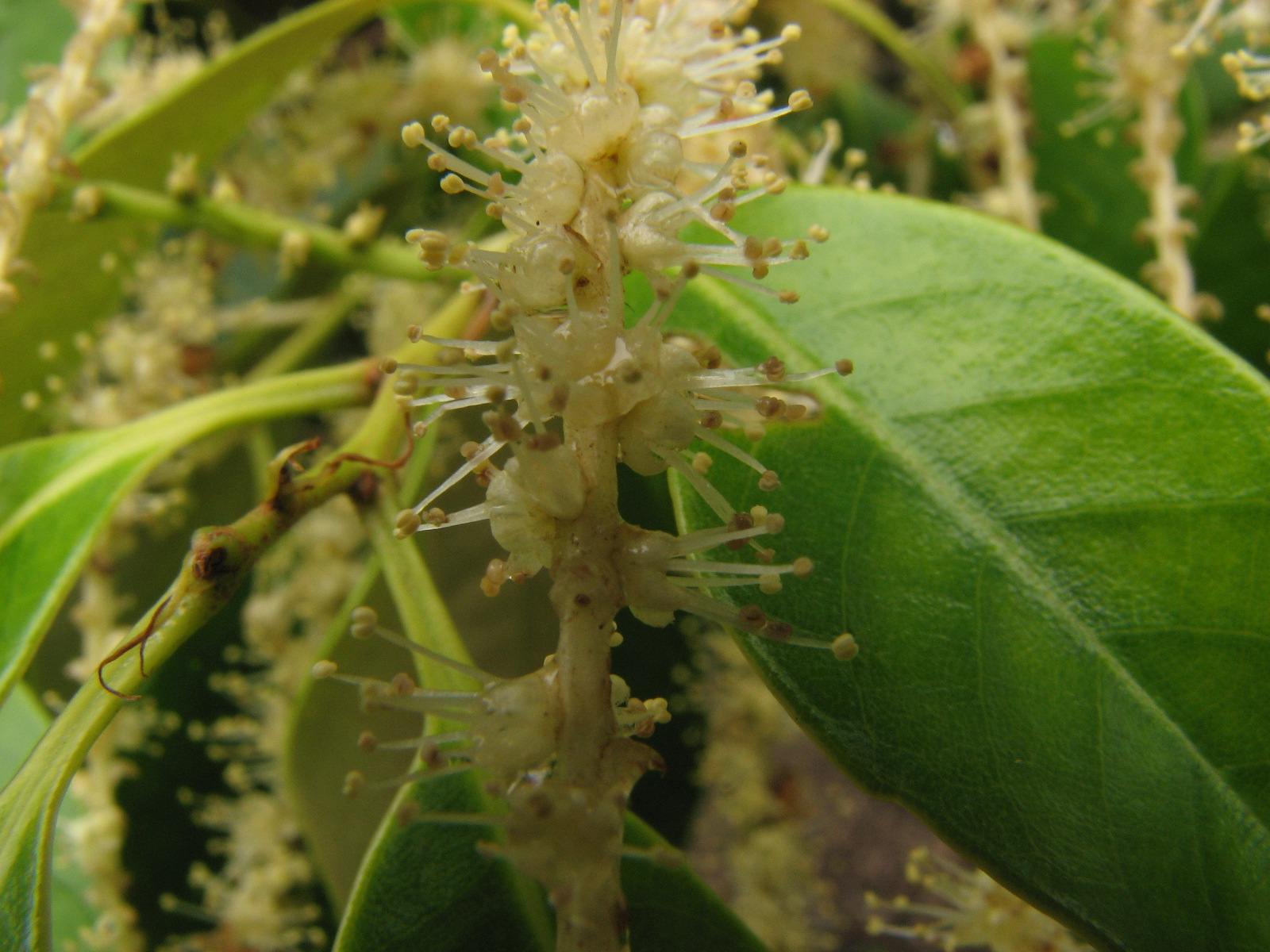
雄花
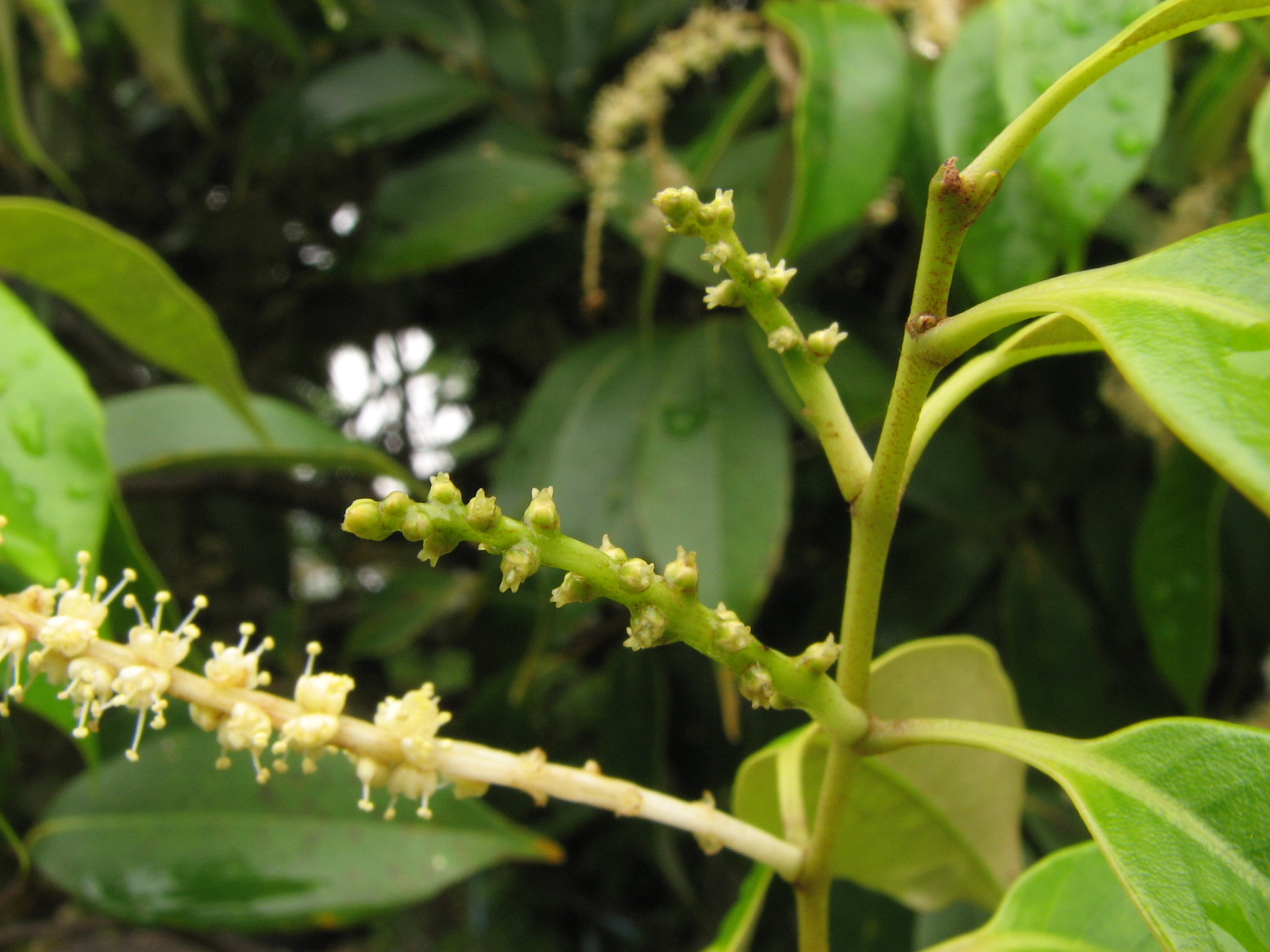
雌花
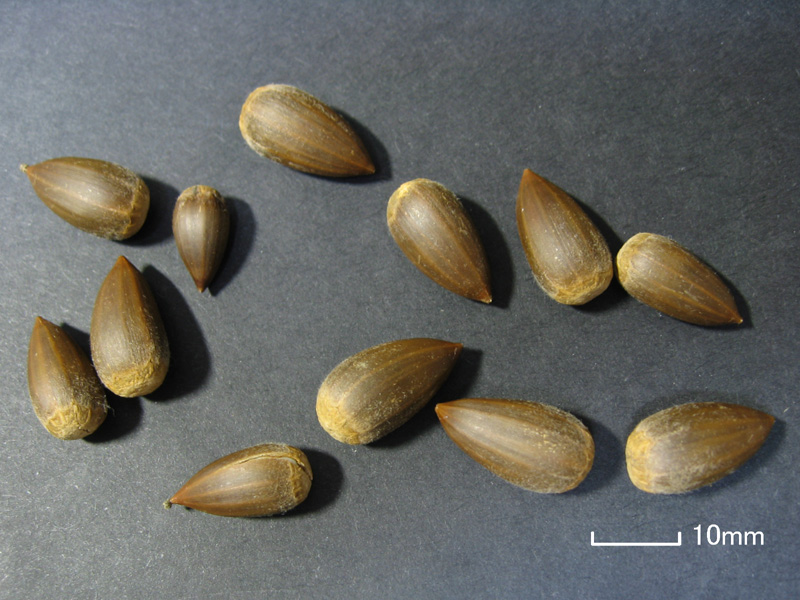
堅果
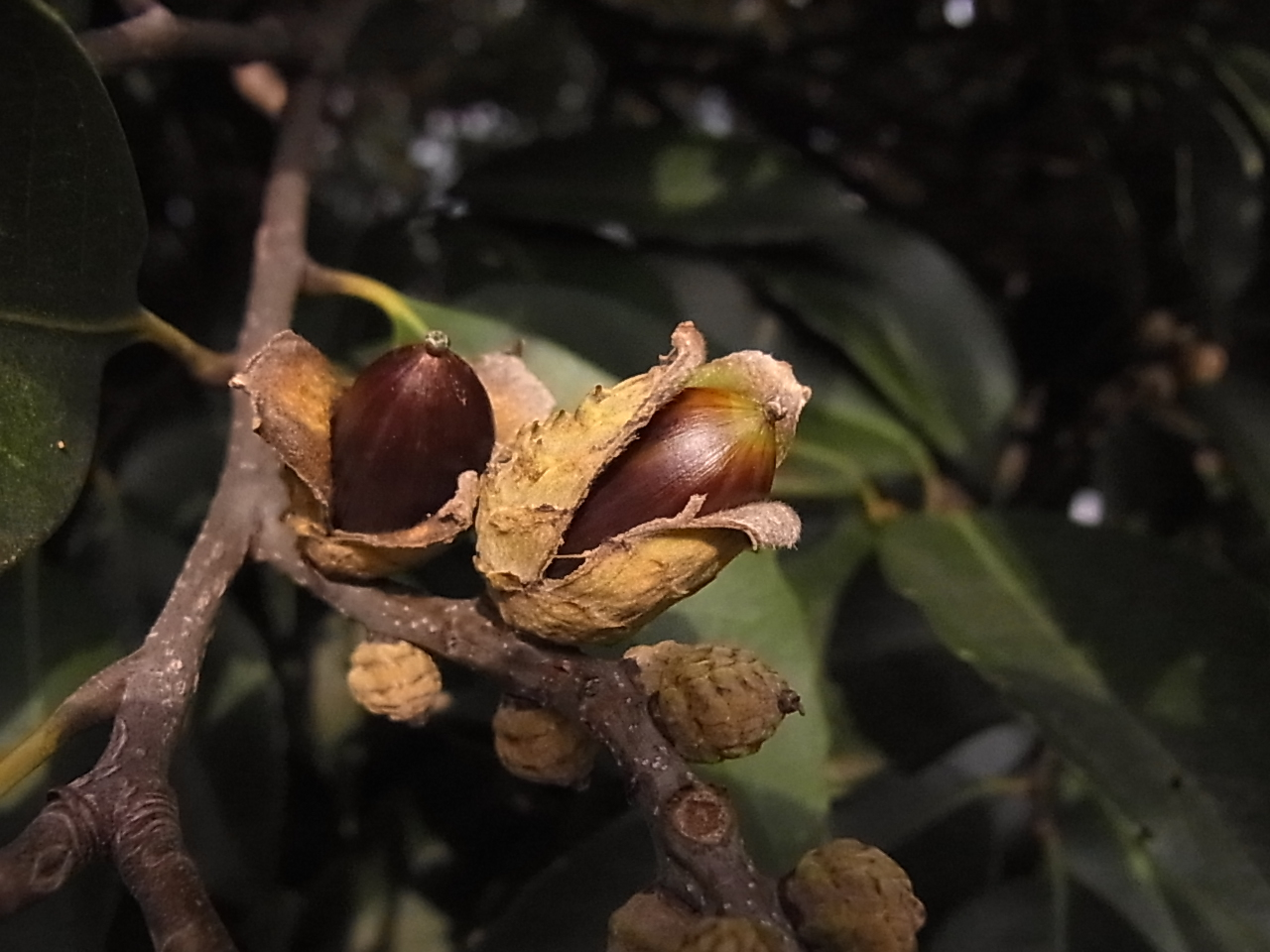
熟すと殻斗が3裂して、中から果実をのぞかせる。

## 分布・生育地

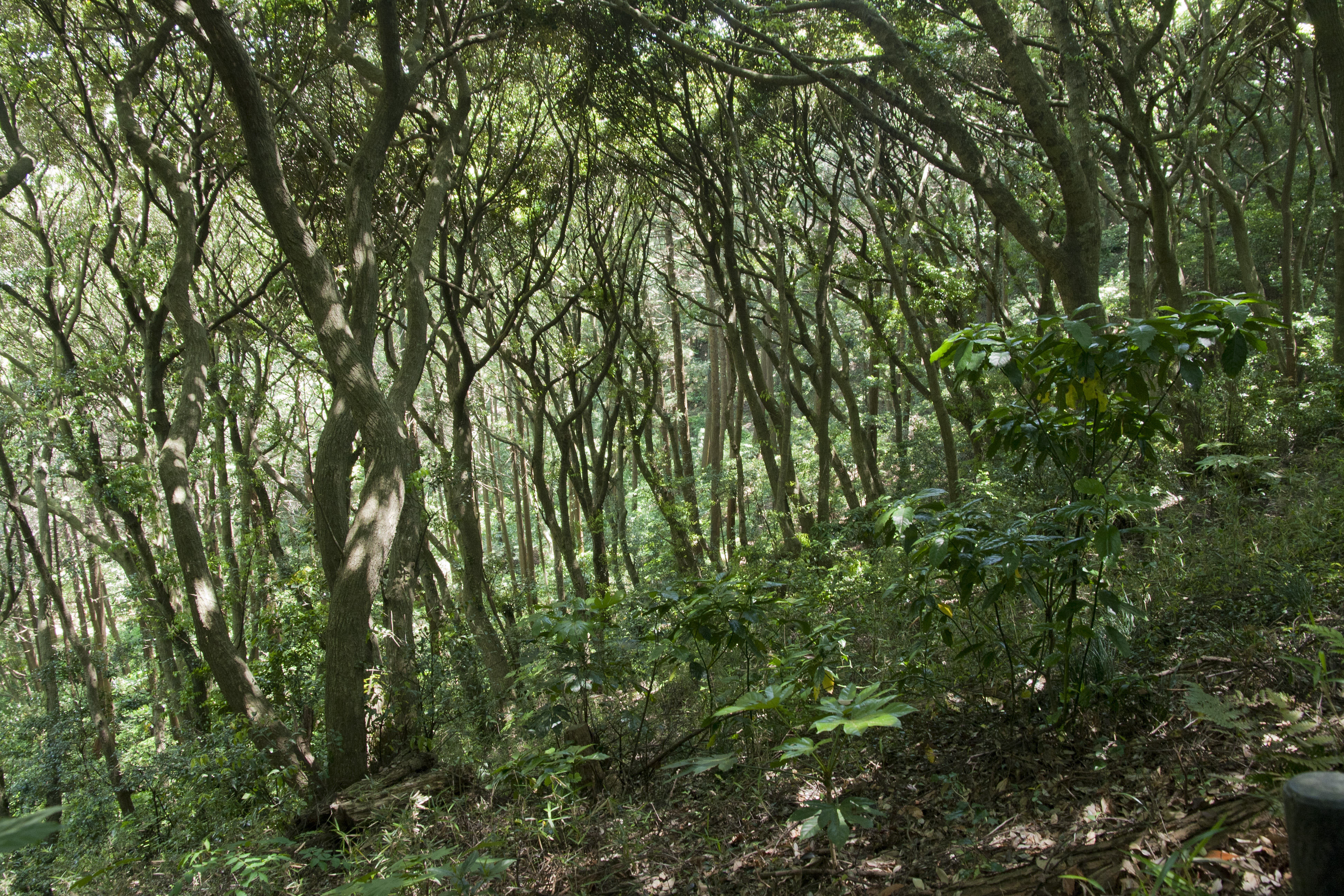
スダジイ林（千葉県香取郡東庄町）

比較的温暖な地域に生育し、日本では福島県および新潟県以南の本州、四国、九州から与那国島まで、日本国外では韓国の済州島に分布する。寒冷な気候には適さず、約2万年前のウルム氷期における本種（暖地性照葉樹林）の分布は九州地方南部が北限となった。以後、間氷期となり気候の温暖化に伴って分布を広げ、現在に至った。
平地から山地の林などに自然分布し、社寺林によく見られるほか、人の手によって公園や庭にも植えられている。

### 日本での分布
本種の分布の中心は温帯から亜熱帯であり、北限は最寒月の平均気温が2℃となる等高線とほぼ一致する。緯度における北限は佐渡島、南限は波照間島である。特に、奄美群島以南に生育する集団を亜種オキナワジイ (ssp. lutchuensis) と分類することがあり（後述の近縁種と亜種）、この場合基亜種スダジイ (ssp. sieboldii) の南限はトカラ列島である。関東地方に多く、関西地方で少ないのは、庭園樹として武蔵野の各地に植えられていて、公園などで大きな樹形を保った個体も目立つことにもよる。松江市旧八雲村桑並地区にはスダジイの森があるがそこの志多備神社には現地で日本一のスダジイの大樹とされている木がある。島根・鳥取の神社で荒神を祀る依り代の木でしばしば見られる、藁蛇と呼ばれる八岐大蛇をイメージしたと通常考えられている藁製の作り物が巻き付けられている。水木しげるはこれを見て「（木は）年月が経つと霊気がやどる」とつぶやいたとされる。
北限付近の各群落
本種は温暖多湿な環境を好むため、冬季に冷涼な地域では個体数が少なく、群落を形成することが少ないことから、新潟県や福島県、栃木県など北限周辺の群落は、各県のレッドリストおよび天然記念物に指定されることが多い（後述の保全状況評価）。
- 新潟県の各群落

佐渡島は、他の生育地と比較して高緯度であるが、対馬海流の影響で比較的温暖なため本種の巨木が多い。その中でも御島石部神社のシイ樹叢は、本種の純林として珍しく、かつ日本海沿岸の本種樹叢の北限であり、県の天然記念物に指定されている。
- 福島県の各群落

福島県沿岸部（浜通り）は太平洋岸における本種の北限域である。原町市・初発神社のスダジイ群落は県の天然記念物に指定されている。
- 栃木県の各群落

栃木県では、唐沢山のスダジイ群落、河井八幡宮のスダジイ群落、高館山のスダジイ群落、綱神社のスダジイ群落及び太平山のスダジイ群落が栃木県版レッドリストに指定されている。
南限付近の各群落
本種の南限である沖縄県の沖縄島北部や西表島などの森林の優占種として林冠部を形成する。国頭村与那にある琉球大学の演習林における天然林での毎木調査結果では、イタジイの本数は約2300個体/ha（個体数の割合は32%）で最も多い。なお、沖縄県では本種のことをイタジイと呼ぶことが一般的である。

## 近縁種と亜種
同属のツブラジイ（コジイ、C. cuspidata）に比べてスダジイの方が細長い堅果（ドングリ）をつけること、樹皮に縦割れを生じることなどいくつかの点で区別されるが、判断の難しい場合もある。スダジイの方が北まで分布し、ツブラジイは関東以南に分布するので、関東以北では単に「シイ」と呼ぶ場合は本種を指す場合が多い。より南部では海岸部にスダジイが、内陸部にツブラジイが分布する。
また同じく「シイ」とよばれるブナ科マテバシイ属のマテバシイに比べて、スダジイのほうが葉が細く先端が尖り、丸みのある樹形となり、雄花が立ち上がるマテバシイに対して、スダジイの雄花は穂が垂れ下がる。
奄美大島以南に分布する集団を亜種オキナワジイ (ssp. lutchuensis) として区別する場合がある。基亜種スダジイとの差異は、スダジイが堅果（どんぐり）の殻斗（から）の先端が離れているのに対し、オキナワジイが殻斗の先端は完全に合着する点である。

## 栽培
半日陰の場所で、土壌は適度に湿度を保った壌土で、根を深く張る。植栽適期は、3月下旬 - 4月上旬、6月下旬 - 7月、9月下旬 - 10月とされる。大木に生長し、特に幹が太くなるため、小さくまとめる場合にはこまめな剪定が必要になる。刈り込みには強く、剪定は3月 - 4月上旬と6月下旬 - 7月上旬、9月下旬 - 10月上旬に行うこととされる。施肥は1 - 2月に行う。

## 利用
公園樹、街路樹、庭木などとして植栽され、関東地方では庭木として人気がある。庭園樹として用いられるものは主に、刈込に強くて生け垣や屋敷林に使われる。ブナ科の中でドングリをつける代表的な樹種で、俗に「シイの実」とよばれる果実はアク抜き不要で、簡単に食用できる。木材は木炭やシイタケ栽培のホダ木になる。スダジイがシイタケ栽培に使われるのは、材が腐りにくく、樹皮に刻みが多くてシイタケ菌の活着が良いことが理由に挙げられている。材質はシイの仲間の中でも大きく育ち、ツブラジイよりも優良といわれる。薪にすると、堅くて燃えないといわれている。
また、タンニンに富む樹皮を黄八丈の黒色部の染料に用いる。

### 食用
果実（いわゆるドングリ、シイの実）は食用でき、採取時期は9 - 10月ごろで、落ちた実を拾い集めて採取する。ブナ科の多くのドングリは渋み成分タンニンを含み渋抜きしないと食べられないが、スダジイはタンニンが少ない。アクも気にならず、素朴な甘みがあり、歯で割ってそのまま生で食べることも出来るが、フライパンなどでゆっくり煎ると香ばしくなっておいしさが増す。加熱すると弾けるので、フライパンで煎る際は必ずふたをする。果実の皮を剥いて、バター炒めにしたり、砕いてクッキーなどの菓子の材料にするなどナッツのような使い方もできる。縁日の露店で市販されることもある。

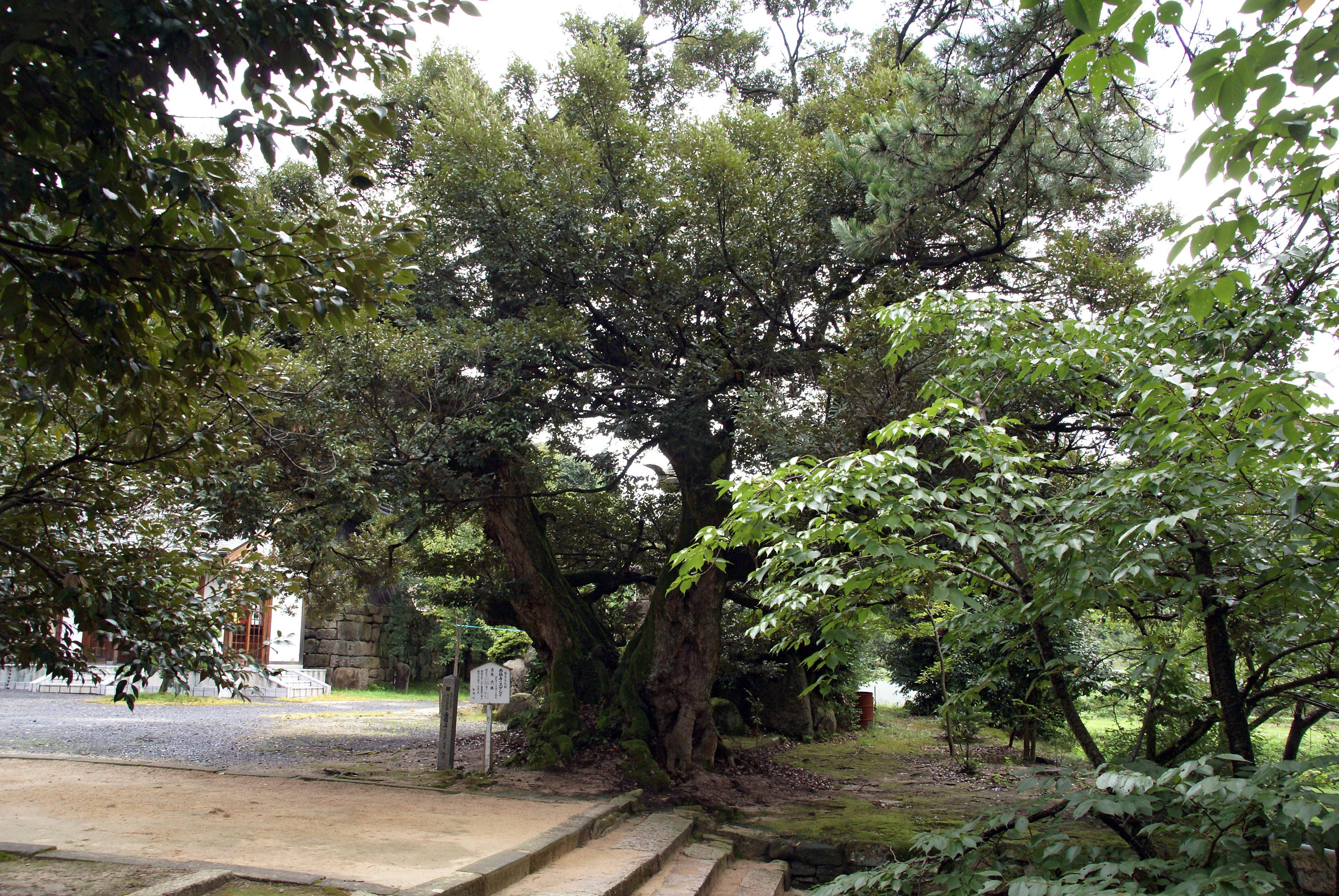
西福寺のスダジイ 「新日本の名木100選」の一木

## 保全状況評価
- 国指定植物天然記念物
  - 東京都大島町 - シイノキ山のシイノキ群叢
  - 石川県金沢市 - 堂形のシイノキ
  - 愛知県西尾市 - 神明社の大シイ
  - 鳥取県東伯郡琴浦町 - 伯耆の大シイ

- 地方公共団体レッドデータブック（レッドリスト）
  - 新潟県 - 地域個体群
  - 山梨県 - 絶滅危惧II類
  - 栃木県 - 5つのスダジイ群落が植物群落（単一群落）に選定されており、やや不良〜壊滅（極悪）に評価されている。
  - 鹿児島県 - 分布重要（スダジイ及びオキナワジイ）